# بيتر ألدريدغ
بيتر ألدريدغ (بالإنجليزية: Peter Aldridge)‏ هو دراج جامايكي، ولد في 2 يناير 1961.

## وصلات خارجية
- بيتر ألدريدغ على موقع أرشيف الدراجات (الإنجليزية)
- بيتر ألدريدغ على موقع إحصائيات الدراجات الإحترافية (الإنجليزية)
- بيتر ألدريدغ على موقع اللجنة الأولمبية الدولية (الإنجليزية)
- بيتر ألدريدغ على موقع أوليمبيديا (الإنجليزية)
- بيتر ألدريدغ على موقع اتحاد ألعاب الكومنولث (مؤرشف) (الإنجليزية)